# Monjiviricetes
Monjiviricetes es una clase de virus de ARN monocatenario negativo que infectan animales, plantas, hongos y protistas. El nombre es un acrónimo de los dos órdenes dentro de la clase, Mononegavirales y Jingchuvirales y el sufijo de una clase de virus -viricetes.

## Taxonomía
Se divide en los siguientes órdenes y familias según ICTV:
- Orden Jingchuvirales
  - Familia Chuviridae
- Orden Mononegavirales
  - Familia Artoviridae
  - Familia Bornaviridae
  - Familia Filoviridae
  - Familia Lispiviridae
  - Familia Mymonaviridae
  - Familia Nyamiviridae
  - Familia Paramyxoviridae
  - Familia Pneumoviridae
  - Familia Rhabdoviridae
  - Familia Sunviridae
  - Familia Xinmoviridae

## Filogenia

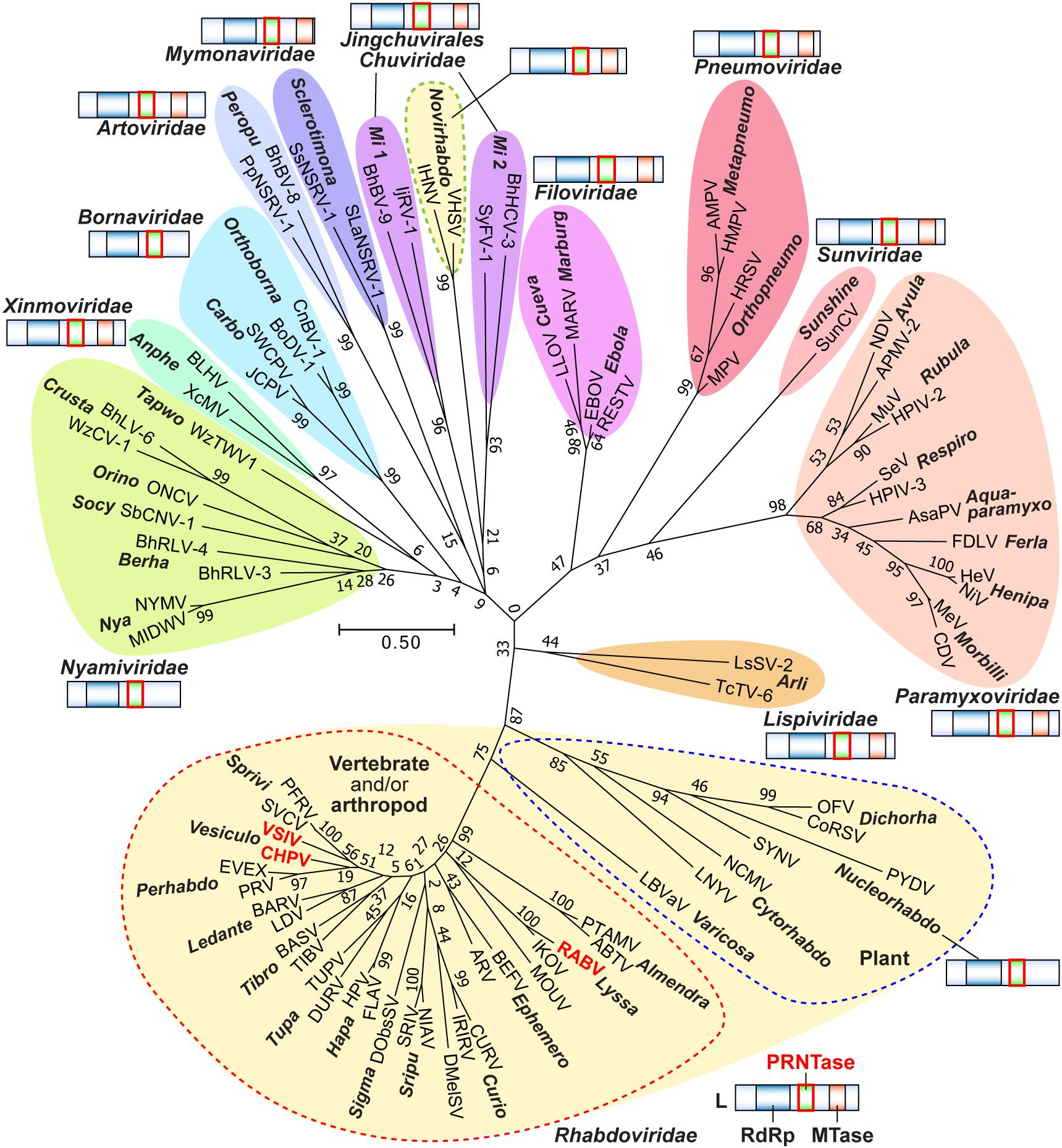
Árbol filogenético de Mononegavirales